# Campeonato de São Tomé e Príncipe de Ciclismo em Estrada
O Campeonato de São Tomé e Príncipe de Ciclismo em Estrada são organizados anualmente pela Federação Santomense de Ciclismo desde o ano de 2009 para determinar o campeão ciclista de São Tomé e Príncipe de cada ano, na modalidade.

## Palmarés

### Corrida em linha
| Ano  | Vencedor       | Segundo          | Terceiro      |
| 2015 | Mauro Silveira | Edney Nascimento | Silvio Aguiar |

### Contrarrelógio
| Ano       | Vencedor           | Segundo            | Terceiro   |
| 2009      | Edjmer Amado Sousa | Amilton Monteverde | David Lima |
| 2010-2014 | Não realizado      |                    |            |
| 2015      | Edney Nascimento   |                    |            |